# Puglietta
Puglietta è una frazione di Campagna in provincia di Salerno. Ha una popolazione di 860 abitanti secondo il censimento del 2001.

## Geografia fisica
La frazione è situata ad est del capoluogo, a 352 metri sul livello del mare; e l'abitato si snoda lungo la SP 153 e la SP 253. Da Campagna dista circa 8 km, 5 da Quadrivio, circa 10 da Eboli e le località campagnesi più vicine sono Romandola-Madonna del Ponte, Serradarce, Camaldoli, San Zaccaria ed Oppidi-Varano.

## Storia
Sorta lungo la normanna via Antiquae, probabilmente in epoca medievale. In un documento del 1170 viene citata la chiesa di S. Maria di Pulea, termine che indica una "selva cedua" e successivamente in un documento del 1286 viene usato il termine "Pullecta". Vi sorgeva anche una locale dogana del dazio.
Nel cinquecento, Marco Fileta Filiuli, letterato e antiquario, rinvenne un cippo romano riportante la seguente dicitura: "NAIVS SVCCESSVS AUGUSTALIS NUCERIAE MARCIAE MERVAE CONIVGI ET SIBI CUM QVA VIXIT A.L III". Venne posta sul Ponte di Piazza Guerriero a Campagna.

## Monumenti e luoghi d'interesse
La frazione sorge alle pendici dei Monti Picentini e del parco regionale omonimo, ed è circondata da un'area forestale di olivi.
Percorrendo una mulattiera attraverso le località Arenola, Valledacera e Lauropiano è raggiungibile l'Eremo di San Michele di Montenero, piccolo cenobio benedettino contenuto nel cavo di un'altissima rupe posto a circa 1000 metri di altezza, sul versante occidentale del Monte Nero, nella catena dei Monti Picentini. Domina tutta la valle sottostante del Trigento ed è raggiungibile anche dalla località Avigliano attraverso un sentiero.
Nei pressi dell'abitato sono ancora visibili tre casematte fatte costruire da Giuseppe Bonaparte nel 1807.
I principali luoghi d'interesse del paese sono la Chiesa e le colline con gli uliveti.
Nei pressi dell’attuale Chiesa di San Nicola da Tolentino esisteva una cappella di antico patronato privato. Dal 1943, l’allora Vescovo mons. Palatucci sentì la necessità di costruire una Chiesa che venisse incontro alle necessità spirituali dei suoi abitanti. L’erezione della parrocchia avvenne l’11 febbraio del 1958, ma la nuova Chiesa venne inaugurata nel 1963 da mons. Jolando Nuzzi. La chiesa, fortemente danneggiata dal terremoto del 1980, è stata di recente ristrutturata, per fortuna non sono andate perdute le belle pitture, opera dei campagnese Nino Aiello e Vito Acone, che ornano l’interno.

## Economia
La principale risorsa è la coltivazione e la produzione dell'olio di oliva Colline Salernitane (DOP).